# ماوه

ماوه شهری در شهرستان سولنزو در استان بانوا در بورکینافاسوی غربی است و جمعیت آن ۲,۳۲۹ نفر است.